# Município de Pleasant (condado de Henry, Ohio)
O município de Pleasant (em inglês: Pleasant Township) é um município localizado no condado de Henry no estado estadounidense de Ohio. No ano de 2010 tinha uma população de 2.026 habitantes e uma densidade populacional de 21,73 pessoas por km².

## Geografia
O município de Pleasant encontra-se localizado nas coordenadas 41° 12′ 35″ N, 84° 10′ 14″ O. Segundo a Departamento do Censo dos Estados Unidos, o município tem uma superfície total de 93.25 km², da qual 93,25 km² correspondem a terra firme e (0 %) 0 km² é água.

## Demografia
Segundo o censo de 2010, tinha 2.026 habitantes residindo no município de Pleasant. A densidade populacional era de 21,73 hab./km². Dos 2.026 habitantes, o município de Pleasant estava composto pelo 92,84 % brancos, o 0,35 % eram afroamericanos, o 0,2 % eram amerindios, o 0,15 % eram asiáticos, o 4,84 % eram de outras raças e o 1,63 % eram de uma mistura de raças. Do total da população o 12,83 % eram hispanos ou latinos de qualquer raça.